# Рогозинский, Валерий Олегович
Вале́рий Оле́гович Рогози́нский (укр. Валерій Олегович Рогозинський; род. 3 сентября 1995, Николаев) — украинский футболист, защитник клуба «Кудровка».

## Игровая карьера
Валерий Рогозинский родился 3 сентября 1995 года в Николаеве. Футболом начинал заниматься в ДЮСШ-3 (Николаев) у тренеров Анатолия Дмитриевича Еремеева и Андрея Жовжеренко, затем перешёл в СДЮСШОР «Николаев» к тренеру Сергею Бурименко.
Взрослую футбольную карьеру начал в 2013 году в любительском николаевском клубе «Коммунаровец». В 2014 году перешёл в «Аграрник» (пгт Кривое Озеро), который выступал в чемпионате Николаевской области. Затем главный тренер «Аграрника» Сергей Бугай рекомендовал его Олегу Федорчуку в главную команду области, МФК «Николаев». В футболке «корабелов» дебютировал 26 июля 2014 года в ничейном (0:0) домашнем поединке 1-го тура первой лиги чемпионата Украины против киевского «Динамо-2». Валерий вышел на поле на 75-й минуте, заменив Артура Куприя. Дебютным голом отличился 6 октября 2014 года на 48-й минуте проигранного (1:2) домашнего поединка 11-го тура первой лиги чемпионата Украины против охтырского «Нефтяника-Укрнафты». Рогозинский вышел в стартовом составе, и в этот руз уже Артур Куприй заменил его на 61-й минуте. В конце октября 2014 года попал в символическую сборную 13-го тура по версии интернет-ресурса UA-Футбол на позиции центральный полузащитник. В сезоне 2014/15 годов в футболке «Николаева» сыграл 24 матча и отличился 3-мя голами, а издание UA-Футбол назвало его «открытием сезона» среди игроков «корабелов».
В конце июня 2015 года переехал в Полтаву, где подписал контракт с одноимённым клубом. Дебютировал в составе «горожан» 22 июля 2015 в проигранном (1:2) выездном поединке 1/32 финала Кубка Украины против краматорского «Авангарда». Рогозинский вышел в стартовом составе, а на 46-й минуте его заменил Максим Зеленевич. В первой лиге в футболке «Полтавы» дебютировал 15 августа 2015 года в ничейном матче 4-го тура против своей бывшей команды МФК «Николаева». Валерий вышел на поле на 64-й минуте вместо Алексея Зозули. Закрепиться в полтавской команде Рогозинскому не удалось и, сыграв лишь в 4-х матчах чемпионата, во время зимней паузы он покинул команду.
В январе 2016 года вернулся в МФК «Николаев». Прошёл просмотр, по результатам которого стороны заключили контракт. Повторно дебютировал за «корабелов» 26 марта 2016 в проигранном (0:1) выездном поединке 19-го тура первой лиги чемпионата Украины против своей бывшей команды ФК «Полтава». Валерий вышел на поле на 87-й минуте, заменив Андрея Ковалёва. Дебютным голом за «Николаев» после возвращения отличился 20 августа 2016 года на 90+4-й минуте победного (2:1) выездного поединка 5-го тура первой лиги чемпионата Украины против киевского «Арсенала». Рогозинский вышел в стартовом составе и отыграл весь матч. Всего за время своего второго пребывания в МФК «Николаев» в 2016—2020 годах провёл в первой лиге 111 матчей и отличился 7-мя голами. В 2016 году признавался лучшим футболистом Николаевской области. Будучи игроком «Николаева», летом 2018 года проходил просмотр в одесском «Черноморце».
В феврале 2020 года проходил просмотр в «Альянсе», после чего продолжил выступления в этом клубе. В феврале 2022 года заключил контракт на 2 сезона с клубом Премьер-лиги «Минай». В высшем дивизионе дебютировал 29 августа 2022 года в игре с «Александрией», заменив на 69-й минуте Ивана Трубочкина.